# Pangshura sylhetensis
La tartaruga a tetto dell'Assam (Pangshura sylhetensis Jerdon, 1870) è una rara specie di tartaruga della famiglia dei Geoemididi.

## Descrizione
Il carapace è notevolmente elevato con una prominente chiglia vertebrale e con evidenti marginali posteriori seghettati, la lunghezza massima è di 180 mm. Il suo colore è marrone oliva con la chiglia vertebrale giallastra o beige. Il piastrone è giallo con una macchia marrone su ogni scute. Una stretta striscia rossastra-rosa corre dalla parte posteriore di ogni occhio a metà della parte posteriore della testa, una seconda striscia rosa intenso decorre dalla mandibola al timpano. Sul collo sono presenti delle strisce giallo crema. La nidificazione è tra ottobre e febbraio e vengono deposte da 6 a 12 uova. L'alimentazione è onnivora.

## Distribuzione e habitat
Distribuita nell'India nord-orientale e nel Bangladesh nord-orientale e sud-orientale. Vive in aree montane di foresta umida tropicale, in torrenti impetuosi ma anche in piccoli fiumi.

## Conservazione
Il disboscamento delle foreste primarie e la conseguente asciugatura stagionale dei corsi d'acqua minaccia le prospettive di sopravvivenza di questa specie. Ulteriore minaccia deriva dalla caccia intensiva, anche dei giovani, che sono raccolti come fonte alimentare e per il commercio internazionale.